# Кайетур
Кайетур (на английски: Kaieteur) е водопад, разположен на река Потаро в западната част на Гвиана, близо до границата с Венецуела. Това е един от най-големите водопади в света. Кайетур е висок 226 метра, което означава, че той е около 5 пъти по-висок от Ниагарския водопад в Северна Америка и 2 пъти по-висок от водопада Виктория в Африка. Кайетур е не само сред най-високите, но и сред най-мощните водопади в света. Всяка секунда той излива повече от 1263 куб. метра, което е близо 2 пъти повече от Ниагара. По време на дъждовния сезон обаче количеството е значително по-голямо. Тогава Кайетур се нарежда сред най-пълноводните водопади в света, заедно с Виктория (между Замбия и Зимбабве), Бойома в ДР Конго и Джог в Индия.
Кайетур се намира в едноименен национален парк, който обхваща района около водопада.

## Откриване
Водопадът Кайетур дълго време е бил непознат за европейците. И до днес той е много слабо известен, въпреки че е един от най-големите в света. Причина за това е неговата недостъпност. Кайетур е разположен в слабо изследван район на Гвиана, насред дъждовните екваториални джунгли, в гаянската част на Гвианската планинска земя.
Първият бял човек, който открива Кайетур на 24 април 1870 г., е английският геолог Чарлз Браун.
Кайетур се смята и за един от най-красивите и впечатляващи водопади в света.